# Richard Grützmacher
Richard Heinrich Grützmacher (* 3. Dezember 1876 in Berlin; † 11. Juni 1959 ebenda) war ein evangelischer Theologe und Hochschullehrer.

## Leben
Grützmacher wurde als Sohn eines Berliner Kaufmanns geboren. Nach dem Abitur 1895 studierte er Theologie in Heidelberg und Berlin. Während seines Studiums wurde er Mitglied des Heidelberger und Berliner Wingolfs, später auch des Greifswalder, Rostocker und Erlanger Wingolfs, trat jedoch 1924 aus allen Verbindungen wieder aus. Sein Vikariat versah er in Friedersdorf. 1901 wurde er bei Reinhold Seeberg in Berlin zum Lizentiaten der Theologie promoviert. Nach seinem 2. Theologischen Examen, das er 1901 an der Universität Greifswald ablegte, wurde er Inspektor des dortigen Theologischen Studienhauses. Nach seiner Habilitation 1902 war er ein Jahr lang Privatdozent an der Universität. 1903 wurde er zur Unterstützung des zunehmend erblindenden Ludwig Theodor Schulze Extraordinarius für Systematische Theologie an der Universität Rostock. 1907 folgte er Schulze auf die ordentliche Professur. Seine Lehr- und Forschungsschwerpunkte waren Alt- und Neuprotestantismus. 1912 wechselte er nach Erlangen, wo er 1924 vorzeitig in den Ruhestand ging. In seiner Erlanger Zeit war er von 1914 bis 1916 Rektor der Universität. Von 1930 bis 1945 forschte er als wissenschaftlicher Leiter der Lessing-Hochschule in Berlin und wurde 1945 Dozent an der Berliner Volkshochschule. Während Grützmacher zu Beginn seines Wirkens in Rostock noch im Lager der Positiven Theologie stand, distanzierte er sich im Verlauf seiner akademischen Tätigkeit von einem solchen Lagerdenken und wandte sich religionswissenschaftlichen Fragestellungen zu.

## Schriften (Auswahl)
- Wort und Geist. Eine historische und dogmatische Untersuchung zum Gnadenmittel des Wortes. Leipzig 1902.
- Weltweites Christentum. Skizzen aus Leben und Geschichte. Hamburg 1904.
- Die Quelle und das Prinzip der theologischen Ethik im christlichen Charakter (= Studien zur systematischen Theologie. 1. Heft). Leipzig 1905.
- Hauptprobleme der gegenwärtigen Dogmatik. Die Forderung einer modernen positiven Theologie (= Studien zur systematischen Theologie. 2. Heft). Leipzig 1905.
- Die Jungfrauengeburt (= Biblische Zeit- und Streitfragen II,5 ). Berlin 1906.
- Modern-positive Vorträge. Leipzig 1906.
- Ist das liberale Jesusbild modern? (= Biblische Zeit- und Streitfragen III,2). Leipzig 1907.
- Eigenart und Probleme der positiven Theologie (= Studien zur systematischen Theologie. 3. Heft). Leipzig 1909.
- Nietzsche und wir Christen. Berlin 1910.
- Johannes bleibt!. Leipzig 1912.
- Monistische und christliche Ethik im Kampf. Leipzig 1913.
- Konfuzius. Buddha. Zarathustra (= Lebensideale der Menschheit, Heft 2). Leipzig 1918.
- Textbuch zur systematischen Theologie und ihrer Geschichte. Leipzig/Erlangen 1919, (4. Aufl. 1955, hg. von Gerhard Muras).
- Alt- und Neuprotestantismus: eine geistes- und theologiegeschichtliche Untersuchung. Leipzig, Erlangen 1920.
- Spenglers "Welthistorische Perpektiven" und das Christentum. Leipzig 1923.
- Diesseits und Jenseits in der Geistesgeschichte der Menschheit. Berlin 1932.
- Friedrich Nietzsche. Einheit und Widerspruch seiner Gedanken. Leipzig 1939.
- Die Religionen in der Anschauung Goethes. Baden-Baden 1950.